# Премозелло-Кьовенда
Премозелло-Кьовенда (итал. Premosello-Chiovenda) — коммуна в Италии, располагается в регионе Пьемонт, в провинции Вербано-Кузьо-Оссола.
Население составляет 2071 человек (2008 г.), плотность населения составляет 61 чел./км². Занимает площадь 34 км². Почтовый индекс — 28803. Телефонный код — 0324.
В коммуне 15 августа особо празднуется Успение Пресвятой Богородицы.

## Демография
Динамика населения:

## Администрация коммуны
- Официальный сайт: http://www.comune.premosello.vb.it/ Архивная копия от 18 мая 2010 на Wayback Machine